# Juan Conchillos Falcó

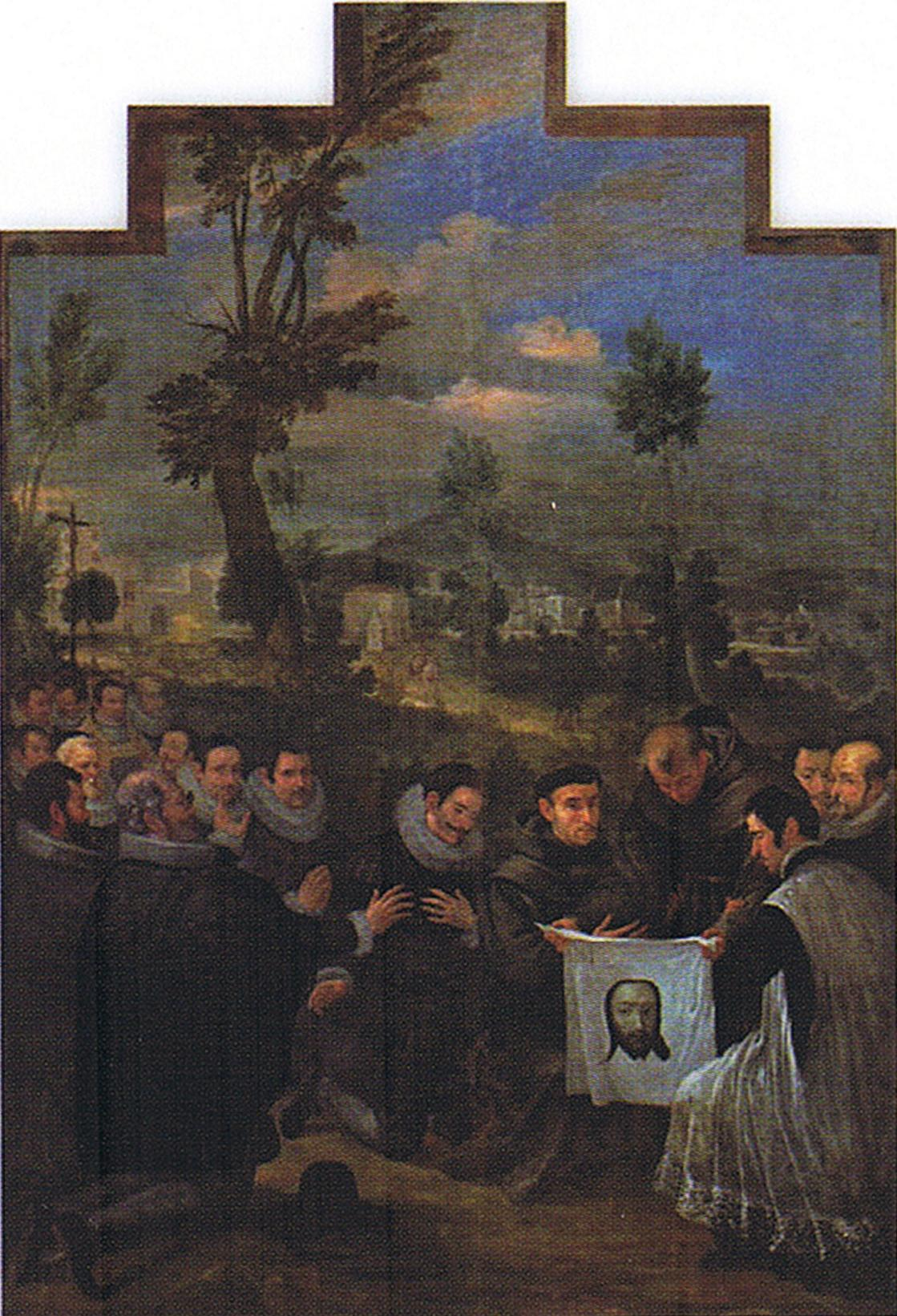
Milagro de la lágrima, 1680, Cambril del Monestir de la Santa Faç, Alacant.

Juan Conchillos Falcó (València, 1641 - 1711) va ser un pintor barroc valencià nascut a la ciutat de València, on va aprendre l'art de la pintura amb Esteve March.

## Biografia
Antonio Palomino, que va travar amistat amb ell després de la seua arribada a Ciutat de València en 1697, assegura que pertanyia a una família il·lustre tant per la branca paterna com per la materna, i que només pel seu bon caràcter va poder suportar els anys d'aprenentatge en el taller de Esteve March, home extravagant de qui el biògraf va arreplegar alguna anècdota còmica. Cap a 1670 Conchillos es va traslladar a Madrid, on es va retrobar amb José García Hidalgo, antic condeixeble, que li va proporcionar alguns treballs (actualment perduts) per a les esglésies madrilenyes. En Madrid va assistir a les acadèmies de dibuix i va copiar pintures i escultures de palau, millorant amb això el seu domini del color en contacte amb les tendències del barroc decoratiu que, al seu retorn, va contribuir a introduir en la pintura valenciana, apegada encara a les fórmules del naturalisme.
A Ciutat de València va pintar les històries del Cristo de Berito per a la seua església del Salvador, destruïdes en la Guerra Civil Espanyola, i algunes altres citades per Palomino, caracteritzades totes per la seua gran grandària i, pel que sembla, també perdudes. Des d'allí va estendre la seua influència a Múrcia, on es conserva un San Bartolomé en l'església del seu títol, i Alacant, on queden el cicle d'històries de la Santa Faç, d'estranya iconografia, i els àngels pintats per a la volta del mateix cambril de la Santa Faç, obres plenament barroques en una adreça paral·lela a la de José Jiménez Donoso.
Més coneguda és la seua labor com a dibuixant. Segons conta Palomino, després d'assistir a Madrid a les acadèmies del seu temps, es va ocupar ell mateix de crear-ne una a la ciutat de València i la va mantenir en la seua pròpia casa «sense faltar-hi cap nit, fent una figura de carbó cada nit». També solia dibuixar a l'aiguada, prenent apunts ràpids de «tot el que se li oferia, o d'algun lloc capritxós que haguera vist». Gràcies a aquest costum i assiduïtat en l'estudi, es conserven un nombre inusualment elevat dels seus nus de l'Acadèmia, quasi tots ells datats amb precisió, en diversos museus i institucions.
Va faltar a la ciutat de València el 14 de maig de 1711, després d'alguns anys apartat de l'ofici, paralític i cec.